# Marc Caussidière

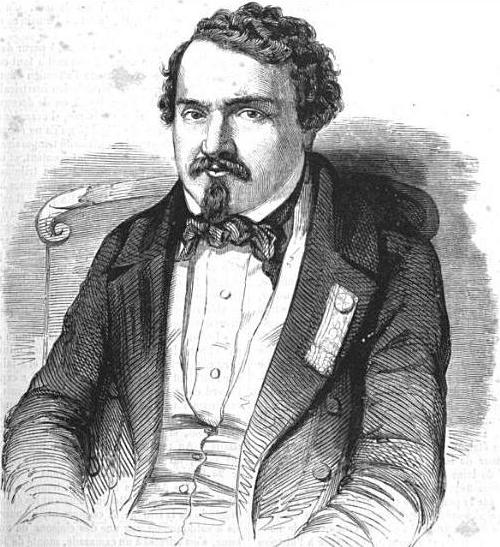
Caussidière 1848

Marc Caussidière (* 18. Mai 1808 in Genf; † 27. Januar 1861 in Paris) war ein Politiker der französischen republikanischen Bewegung.

## Leben
Caussidière arbeitete als Angestellter in Saint-Étienne und nahm am zweiten  Aufstand der Seidenweber 1834 in Lyon teil. Bei diesem Aufstand kam sein Bruder ums Leben. Marc Caussidière wurde zu 20 Jahren Verbannung verurteilt. Nachdem er 1837 amnestiert worden war, wurde er Weinhändler. Auf seinen Geschäftsreisen vertrieb er zugleich die fortschrittlich ausgerichtete Zeitschrift La Réforme.
Während der Februarrevolution 1848 nahm er an den Barrikadenkämpfen teil, leitete die Besetzung der Polizeipräfektur und wurde von der provisorischen Regierung der Zweiten Französischen Republik zum Polizeipräfekten ernannt.
Er ersetzte die Stadtsergeanten durch die Pariser Garde und schuf die Volksgarde, die sich aus den kürzlich befreiten Revolutionären zusammensetzte. Die Volksgarde bestand aus den vier Kompagnien La Montagnarde, Saint-Just, De Février und Morisset. Anfang Mai 1848 versuchte die Exekutivkommission vergeblich, die Polizeipräfektur aufzulösen. Nach dem Scheitern der republikanischen Besetzung der Nationalversammlung am 15. Mai 1848 wurde Caussidière von der Exekutivkommission von seinen Aufgaben als Polizeipräfekt entbunden. Er legte sein Mandat als Abgeordneter der Verfassungsgebenden Versammlung nieder. Bei den Nachwahlen Anfang Juni wurde er wiedergewählt, aber nach der blutigen Niederschlagung des Juniaufstandes von 1848 musste er fliehen. Er emigrierte erst nach England und dann in die Vereinigten Staaten, wo er seine Tätigkeit als Weinhändler wieder aufnahm. In Abwesenheit wurde Caussidière vom hohen Gerichtshof in Bourges wegen seiner Teilnahme an der Besetzung vom 15. Mai 1848 zur Verbannung verurteilt und kehrte nach der Amnestie 1859 nach Frankreich zurück.

## Werke
- Mémoires, 1848.